# Time To Rock Da Show
Time To Rock Da Show (as vezes estilizado como TIME TO ROCK DA SHOW) é o segundo extended play do grupo feminino sul-coreano BP Rania. Foi lançado em 17 de novembro de 2011.

## Detalhes
Em 17 de novembro de 2011, Rania realizou seu retorno com seu segundo extended play, intitulado Time To Rock Da Show. O videoclipe da faixa promocional Pop Pop Pop, que foi inteiramente produzida por Brave Brothers, foi lançada quatro dias depois. O grupo realizou sua apresentação ao vivo de retorno no programa musical M! Countdown, em 17 de novembro.
Pouco depois, durante as promoções do single Pop Pop Pop, a DR Music revelou que os pais da integrante tailandesa Joy estavam com problemas financeiros após o dilúvio ocorrido na Tailândia. Ela decidiu deixar o grupo. O grupo continuou suas promoções com seis integrantes.

## Faixas
| N.º            | Título                       | Letras                          | Música                          | Duração |  |
| 1.             | "Time To Rock Da Show"       | War Of The Stars                | Brave Brothers War Of The Stars | 0:50    |  |
| 2.             | "Pop Pop Pop"                | Brave Brothers                  | Brave Brothers War Of The Stars | 3:01    |  |
| 3.             | "Goodbye"                    | Brave Brothers War Of The Stars | Brave Brothers War Of The Stars | 4:06    |  |
| 4.             | "Pop Pop Pop (instrumental)" |                                 | Brave Brothers War Of The Stars | 3:01    |  |
| Duração total: | Duração total:               | Duração total:                  | Duração total:                  | 10:58   |  |

## Paradas

### Paradas mensais
| Parada (2011)                    | Melhor posição | Referência |
| -------------------------------- | -------------- | ---------- |
| Coreia do Sul (Gaon Album Chart) | 22             | [ 9 ]      |